# Sam Perkins
Sam Perkins (Brooklyn, 14 juni 1961) is een voormalig professioneel basketbalspeler die in de NBA speelde. In 1984 werd Perkins (ook wel bekend als "Sleepy Sam" en "Big Smooth") geselecteerd als de vierde keus in de eerste ronde door de Dallas Mavericks.
In 1990 verhuisde Sam naar Los Angeles om daar voor de Los Angeles Lakers te spelen. Hier stond Perkins in de basis met Hall of Famer Magic Johnson. Na drie seizoenen in LA te hebben gebasketbald ging hij naar de Seattle SuperSonics wat nu Oklahoma City Thunder heet. Hier speelde Sam tot en met 1998. Perkins zal zijn laatste drie jaren als professionele basketballer gaan spelen met de Indiana Pacers. Hier speelde hij samen met de Nederlander Rik Smits.
- Library of Congress Control Number: no00053059
- SNAC: w6nw1hxc
- Virtual International Authority File: 31541755
- WorldCat: E39PBJrgHQvrQpgFVdRKqpQyVC